# Jowra Movsisian
Jowra Movsisian (armeniska: Յուրա Մովսիսյան; ryska: Ю́ра Серге́евич Мовсися́н, Jura Sergejevitj Movsisjan), även Jura Movsisjan efter hans ryska namn, född 2 augusti 1987 i Baku, är en armenisk-amerikansk före detta fotbollsspelare. Movsisian är kusin till den tidigare Real Salt Lake-spelaren Artur Aghasian. 
Han växte från fyra års ålder upp i Los Angeles, dit han och familjen flydde efter Baku-pogromerna 1990. 
Movsisian debuterade för Armeniens herrlandslag i fotboll år 2010, och har sedan debuten varit en ofta sedd del i laget.